# Умінський Олег Феліксович
Оле́г Фе́ліксович Умі́нський — полковник Збройних сил України, учасник російсько-української війни, командир 1-шої окремої бригади спеціального призначення ім. Івана Богуна (2022—2024).

## Життєпис
Народився 23 травня 1971 року в місті Житомирі. Одружений. Виховує трьох дітей
Навчався у Мінському суворовському училищі. 1993 року закінчив Московське командне училище імені Верховної Ради РФСР. В цьому ж році очолив парашутно-десантний взвод у 95-й аеромобільній бригаді. Під час служби брав участь у бойових діях в республіці Ірак та Югославії. Підполковник у відставці.
Після звільнення працював в будівельній компанії. 
Учасник Майданів 2004-2005 рр. та 2013-2014 рр.
У 2014 був завідувачем Житомирського відділення Київського інституту судових експертиз.
Очолював громадську організацію «Купол», яка займалася захистом військовослужбовців, ветеранів та інвалідів повітряно-десантних, аеромобільних військ, морської піхоти та військ спеціального призначення.
Навчався в Академії державного управління при Президентові України. Член партії ветеранів Афганістану.
З березня 2014 року займається волонтерською діяльністю по допомозі військовослужбовцям Житомирщини.
В 2022—2024 роках командир 1-шої окремої бригади спеціального призначення ім. Івана Богуна, яка належить до сил територіальної оборони України .
Брав участь у звільнені Житомирської та Київської області у березні 2022 року, звільненні Харківщини у вересні 2022 року, та контрнаступі на Берислав Херсонської області (Борозенське, Кучерське, П'ятихатки).